# Mark 11 (核爆弾)
Mark 11はアメリカ合衆国が開発した核爆弾。Mark 8核爆弾の改良型であり、硬化目標攻撃用の地中貫通爆弾である。
1956年から1957年にかけて40発が生産された。これはMark 8と同数であり、更新するものとなっている。硬化目標攻撃用であるため、目標に突入後炸裂する必要があり、信管は遅延信管のみが用意された。
Mark 8よりも貫入用に洗練された外形を持っており、Mark 8の葉巻型ではなく、鉛筆状の形状となっており、後部に4枚の安定翼を持つ。Mark 8と同じく核分裂弾頭であり、使用核物質は高濃縮ウラン(HEU)を用い、起爆方式にはガンバレル型であった。形状は直径14インチ、長さ147インチと細長く、重量は3,210から3,250ポンド、核出力はサブタイプによって異なり、8、25、30ktであった。1960年には退役した。